# Geismar (Geisa)
Geismar is een dorp in de Duitse gemeente Geisa in het Wartburgkreis in Thüringen. Het dorp wordt voor het eerst genoemd in 815. In  1994 ging Geismar op in de gemeente Rockenstuhl. In 2008 werd Rockenstuhl opgeheven en werden de dorpen van die gemeente toegevoegd aan Geisa.